# Stilpnus taiwanensis
Stilpnus taiwanensis är en stekelart som beskrevs av Jussila 1988. Stilpnus taiwanensis ingår i släktet Stilpnus och familjen brokparasitsteklar. Inga underarter finns listade i Catalogue of Life.